# فابیو تابوره
فابیو تابوره (ایتالیایی: Fabio Taborre؛ زادهٔ ۵ ژوئن ۱۹۸۵ – درگذشته ۱۲ سپتامبر ۲۰۲۱) دوچرخه‌سوار اهل ایتالیا بود.